# 11151 Oodaigahara
11151 Ōdaigahara eller 1997 YZ2 är en asteroid i huvudbältet som upptäcktes den 24 december 1997 av den japanska astronomen Takao Kobayashi vid Ōizumi-observatoriet. Den är uppkallad efter det japanska berget Ōdaigahara.
Asteroiden har en diameter på ungefär 9 kilometer och den tillhör asteroidgruppen Eunomia.